# Надбискупија Џуба
Надбискупија Џуба (лат. Archidioecesis Iubaensis) је метрополија и надбискупија римокатоличке цркве у Јужном Судану са седиштем у граду Џуби. Захвата површину од 25.137 км² и има око 460.000 верника. Поглавар је надбискуп Паулино Лукудо Лоро, а главни верски објекат је катедрала Свете Терезе. Биксупија у Џуби састоји се из шест подређених бискупија.

## Историја
Четрнаестог јула 1927. године установљена је апостолска префектура Бахр ел Џабал издвајањем из апостолске префектуре Екваторијални Нил у Уганди. У априлу 1951. узвишена је на ниво апостолског викаријата Бахр ел Џабал, а деценију касније мења име у апостолски викаријат Џуба. Данашњи статус надбискупије добила је 12. децембра 1974. године.

## Бискупије
Под надлежношћу надбискупије у Џуби налази се укупно шест бискупија: Вав, Јеј, Малакал, Румбек, Торит и Тумбура-Јамбјо.

## Досадашњи поглавари
- Ђузепе Замбонарди (1928–1938)
- Стивен Млакић (1938–1950)
- Систо Мацолди (1950–1951. и 1951–1967)
- Иренијус Вин Дуд (1974–1982)
- Паулино Лукуду Лоро (1983–)